# Bisetocreagris annamensis
Bisetocreagris annamensis är en spindeldjursart som först beskrevs av Beier 1951.  Bisetocreagris annamensis ingår i släktet Bisetocreagris och familjen helplåtklokrypare. Inga underarter finns listade.